# Абасов, Мамедали Исматович
Мамедали (Мамед-Али, Магомет-Али) Исматович Абасов (Аббасов) (азерб. Məmmədəli İsmət oğlu Abbasov) (1920—1987) — советский азербайджанский военнослужащий, сержант 2-го отдельного стрелкового батальона 63-й Киркенесской Краснознамённой бригады морской пехоты Северного флота в годы Великой Отечественной войны, снайпер, на счету которого, согласно наградным листам, было 199 убитых немецких военнослужащих.

## Биография

### Ранние годы
Мамедали Абасов родился в 1920 году в городе Барда Азербайджанской ССР. По национальности азербайджанец. Происходил из крестьян. До войны работал учителем в селе Лянбяран Бардинского района.

### Служба в РККА
С 1940 года — в рядах РККА. Направлен был служить в город Полярный, где был расположен пункт базирования Северного флота. Весной 1941 года Мамедали Абасов принял присягу. В июне началась война с Германией. Вот как описывает Абасов начало войны в Заполярье в своём дневнике:
4.00 утра. В Полярном раздался раскатистый гул взрывов: немецкие самолёты сбросили в районе города бомбы. Город спал, погрузившись в темноту тёплой июньской ночи. Но боевая тревога не застала нас, североморцев, врасплох, все находились на своих постах. Я был дневальным на конюшне, ухаживал за своим любимым конём Актиром. Он будто почувствовал приближение беды. Поднялся на задние ноги и тревожно заржал. Через минуту скалистые сопки разбудили взрывы. Одна бомба упала поблизости от конюшни… Взрывная волна подняла меня, перевернула в воздухе, швырнула к выходу. Потерял сознание. Очнулся, вижу: конь лежит бездыханный…
От взрыва бомбы Абасову обожгло руки. Когда он пришёл в себя, противник ещё продолжал бомбить город. Нашёл Абасова командир роты старший лейтенант Симоненко. Взяв в руки винтовку, Абасов вместе с ротой Симоненко принял бой. Это был первый настоящий бой Абасова. Атака немцев была отбита. Согласно записям в дневнике Абасова, в тот день его рота отбила не одну атаку, а сам Мамедали убил около десяти немцев. Также Абасов пишет, что он с Хватовым и Янклевичем захватили ротный миномёт противника, взяли в плен одну немецкую женщину-разведчицу, привели в штаб и сдали начальнику штаба майору Егорову, за что им объявили благодарность.
С 23 июля 1942 года пребывал на фронте Отечественной войны. С 10 октября по 30 ноября 1942 года находился на передовой линии фронта, служа во 2-м отдельном стрелковом батальоне 63-й Киркенесской Краснознамённой бригады морской пехоты Северного флота. Уничтожал снайперскими выстрелами противника, продвигаясь за линию боевого охранения. Определённую роль в том, что Мамедали стал снайпером, сыграл и его маленький рост. А стрелять Абасова, по его же словам, научил отец, с которым они часто ходили на охоту. В своём дневнике Абасов писал о том, как попал в бригаду:
Для дальнейшего прохождения службы я прибыл в 126-й морской стрелковый полк, которым командовал орденоносец майор Стравойтов, комиссаром полка был батальонный комиссар Потёмкин. В этом полку закончил 3-месячный снайперский курс. Стал снайпером… Из полка, по указанию командования, группу снайперов, в том числе и меня, после короткого митинга с участием командира полка Стравойтова, комиссара Субботина, комиссара сухопутной обороны Минакова, отправили для выполнения боевых заданий в распоряжение 63-й бригады морской пехоты, где командиром был полковник Крылов, а комиссаром Михайлович. Нас разбили по группам. Командовать одной из них доверили мне. Моя группа попала во второй батальон 63-й бригады морской пехоты, которым командовал майор Верпатов, комиссаром его являлся капитан Алексеев
Мамедали Абасов брал пример с командира пулемётного расчёта Анатолия Бредова, которому впоследствии было присвоено звание Героя Советского Союза. По инициативе Мамедали Абасова, которого назначили командиром отделения, лучшие стрелки роты стали ходить на «охоту» за немецкими егерями. 30 ноября 1942 года Абасов был ранен.
|                                                                                 |  |
| Наградной лист с представлением сержанта М. И. Абасова к ордену «Красное Знамя» |  |

В ноябре 1942 года за 21 день Абасов истребил 25 военнослужащих противника. Политотдел Северного флота призвал всех бойцов морской пехоты равняться на азербайджанского воина, а Политуправление фронта дало указание всем политорганам проводить информацию о боевых делах снайпера комсомольца Абасова. В декабрьском выпуске газеты «Краснофлотец» отмечалось, что за 35 дней боевой счёт Абасова составил 63 убитых гитлеровца. Среди них был и немецкий снайпер, уничтоживший пять краснофлотцев и державший под обстрелом одну из землянок. Уничтожив противника, Абасов медленно, не сгибаясь, прошёлся по тропке, доказав, что враг повержен и дорога, ведущая к землянке, безопасна. Долго не мог обнаружить Абасов другого немецкого снайпера, который стрелял по дзоту, не пуская советских краснофлотцев к пулемёту. Пойдя на хитрость, Абасов забрался на дзот, закопался в снег и выследил врага, уничтожив его. После каждого убитого немца Абасов завязывал на своём особом длинном красном шнурке по узелку. Когда число узелков на шнурке достигло 133 (число убитых Абасовым на тот момент немцев), то он был взят у снайпера командованием и передан в Музей истории Отечественной войны.
Таким образом, к декабрю 1942 года на счету Мамедали Абасова было 63 убитых немца. Также к этому времени Абасов обучил снайперскому делу трёх стрелков, которые также открыли счёт по уничтожению врага. За проявленное в бою мужество и отвагу и бесстрашное уничтожение врага сержант Мамедали Абасов в декабре 1942 года был награждён орденом Красного Знамени. В конце 1942 года стал членом ВКП(б).

### 1943—1945
25 июля 1943 года с Северного флота в редакцию газеты «Бакинский рабочий» поступила телеграмма, в которой говорилось:
Знаменитый снайпер северного флота, славный сын азербайджанского народа краснофлотец Мамедали Абасов на днях уничтожил 133-го гитлеровца. 133 фашистских  захватчика никогда больше не будут топтать нашу священную советскую землю.
31 августа 1943 года небольшая группа снайперов во главе с Абасовым выдвинулась вперёд и уничтожила 6 немцев. Несмотря на миномётный обстрел (по снайперам было выпущено более 100 мин), группа не покинула поле боя, а продолжала наблюдение за противником и его уничтожение.
К сентябрю 1943 года на счету сержанта Мамедали Абасова было уже 146 убитых немецких солдат и офицеров. В этот период он уже являлся постоянным руководителем снайперского движения в своей бригаде и на последних сборах подготовил 23 снайпера. За бесстрашное уничтожение врага, за мужество и отвагу, проявленную в бою, а также за умелое обучение бойцов снайперскому делу сержант Мамедали Абасов 11 сентября 1943 года был удостоен ордена Красной Звезды. Всего Мамедали Абасов подготовил около 70 стрелков. Позднее он вспоминал:
Мы первым делом учились снимать немецких снайперов и автоматчиков, которые сидели в засадах и не давали возможности нашим бойцам, что называется, высунуться из блиндажей… Из-за этих «кукушек» мы не могли своевременно менять часовых, и нередко бойцы находились на постах голодными по двенадцать часов, до наступления темноты.
На 1 ноября 1943 года снайпер Абасов уничтожил уже 153 солдата и офицера противника. Всего же с 15 сентября 1943 года по 27 декабря 1943 года Абасов уничтожил 26 немцев. Пленный немецкий офицер во время допроса заявил, что вести о снайпере М. Абасове дошли до немецкого генерала (Э. Дитля), который поручил 8 опытным солдатам убить или взять в плен Абасова, а за голову Абасова, по словам пленного, немецкое командование обещало орден (крест I степени).
|                                                                                                |  |
| Наградной лист с представлением сержанта М. И. Абасова к ордену Отечественной войны II степени |  |

Однажды за один день, с расстояния ста метров, Абасову удалось убить семерых немецких егерей, среди которых был и офицер. Чтобы себя не обнаружить, Абасов снимал ползущих по снегу от укрытия к скалам немцев по одному с последнего, пока не снял самого первого, офицера. 9 декабря 1943 года по инициативе Абасова была смонтирована торпеда и при его руководстве и непосредственном участии на лыжах спущена на вражеский 4-амбразурный ДОТ. В результате ДОТ был взорван вместе с его командой.
По некоторым данным, всего к концу 1943 года Мамедали Абасов уничтожил 187 солдат и офицеров противника.
До февраля 1944 года Абасов находился на отдыхе, а в феврале снова был направлен на передовую, где до 23 апреля находился на 4-5 опорных пунктах. За это время (42 дня) он истребил 27 немцев и совершил 12 вылазок на сторону противника с целью прикрытия действий советских бойцов. В результате этих действий от вражеских снайперов на данных опорных пунктах не было ни одного пулевого ранения. Принимал участие в боях под Ленинградом в 1944 году. К маю 1944 года Абасов уже считался одним из лучших четырёх североморских снайперов. В наградном листе с представлением сержанта М. И. Абасова к ордену Отечественной войны II степени указывалось, что после награждения орденом Красной Звезды в сентябре 1943 года (к этому моменту Абасовым было уничтожено 146 немцев) Абасов, продолжая свою боевую деятельность, всего истребил 53 немца, подорвал вражеский ДОТ вместе с его командой и совершил 30 вылазок на сторону противника.
В октябре 1944 года принимал участие в освобождении Печенгской области и города Печенги. В ночь на 10 октября корабли Северного флота высадили десант на южный берег губы Малая Волоковая — 63-ю бригаду морской пехоты. Мамедали Абасов также находился в составе бригады. В своём дневнике Абасов писал о тех днях:
Помню, когда мы высадились, гитлеровцы занимали выгодные позиции на Малом хребте Муста-Тунтури. У пограничного знака, за который шли непрерывные бои, находились наши огневые позиции. А всего метрах в сорока от передовой траншеи укрывались в скалах немецкие егеря. Отсюда ими просматривались и простреливались все подходы. У нас для укрытия не было ничего. Начали рыть окопы, оборудовать блиндажи, землянки, доты, дзоты. Всё это делали под огнём противника. Но воинам-североморцам помогали смекалка и военная хитрость, воинское мастерство и смелость.
В боях за Печенгу Абасову было поручено ликвидировать немецких наблюдателей, корректирующих действия своих огневых точек, путь же к этим корректировщикам вёл через болото. За участие в Петсамо-Киркенесской операции Абасов был награждён орденом Отечественной войны II степени.
С 20 декабря 1944 по май 1945 года Мамедали Абасов находился в школе сержантского состава 63-й Киркенесской Краснознамённой бригады морской пехоты в должности курсанта.

### После войны
После окончания войны старшина Мамедали Абасов вернулся домой, снова пошёл учиться, окончил институт и стал агрономом. Первый секретарь Бардинского райкома партии А. Керимов говорил:
Мамедали Абасов был гордостью нашего района. Куда бы ни направляла его партия, всегда проявлял партийную принципиальность, твёрдую волю, смелость и мужество. Как в бою! Он до последнего дня жизни был членом бюро райкома партии, председателем районного совета революционной, боевой и трудовой славы.
В 1985 году был награждён орденом Отечественной войны I степени. В 1990 году в журнале «Литературный Азербайджан» отмечалось, что Мамедали Абасова «недавно» не стало.

## Награды
- Орден Красного Знамени (01.12.1942)[23]
- Орден Красной Звезды (13.09.1943)[24]
- Орден Отечественной войны II степени (30.05.1945)[25]
- Орден Отечественной войны 1-й степени(1985)[26]

## Память
В шестом зале Центрального военно-морского музея в Санкт-Петербурге хранится фотография с надписью: «Группа прославленных снайперов 63-й краснознамённой бригады морской пехоты: ефрейтор П. П. Черномаз, старший сержант И. А. Ваксер, сержанты М. И. Абасов и В. С. Беднягин. Полуостров Рыбачий, 6 апреля 1943 г. Фото Шиманского». Рядом с фотографией, на видном месте витрины помещён принадлежавший Мамедали Абасову окровавленный шкертик (короткая тонкая верёвка) с инвентарным номером 17847, на котором снайпер отмечал узелком каждый свой удачный выстрел.

### Комментарии
1. ↑  Согласно некоторым данным — Исмайлович[3] или Исмаилович[4]
2. ↑  Ведение дневников в годы ВОВ было запрещено как военнослужащим, так и гражданским лицам
3. ↑  В отличие от РККА, в боевых (фронтовых) частях вермахта не было женщин вплоть до самого конца войны
4. ↑  Этим шнурком из хлопковой пряжи мать Мамедали Селаи-хала скрутила его вещмешок, когда провожала сына на фронт. А когда на шнурке не хватило места, то Мамедали довязал к материнскому ещё один шнурок, который прислала ему на фронт в посылке женщина из-под Вологды — Ольга Ивановна Белова[9].